# ناحیه تگزاس، شهرستان دویت، ایلینوی
ناحیه تگزاس (به انگلیسی: Texas Township) یک منطقهٔ مسکونی در ایالات متحده آمریکا است که در شهرستان دویت واقع شده‌است. ناحیه تگزاس ۱٬۲۴۶ نفر جمعیت دارد و ۲۱۲ متر بالاتر از سطح دریا واقع شده‌است.